# قلعه صلوات‌آباد
قلعه صلوات آباد مربوط به دوره صفوی است و در شهرستان بیجار، بخش مرکزی، روستای صلوات‌آباد واقع شده و این اثر در تاریخ ۷ مهر ۱۳۸۱ با شمارهٔ ثبت ۶۴۱۳ به‌عنوان یکی از آثار ملی ایران به ثبت رسیده است.